# Boskie Buenos (Buenos Aires)
Boskie Buenos (Buenos Aires) – singiel zespołu Maanam wydany w 1980 roku, pierwszy promujący debiutancki eponimiczny longplay Maanam wydanym przez Wifon. Utwór został skomponowany przez Marka Jackowskiego, a tekst – inspirowany fragmentem argentyńskiej powieści Żeby cię lepiej zjeść Eduardo Gudiño Kieffera – napisała Kora. Wersja umieszczona na singlu różni się od zawartej na płycie długogrającej.

## Historia
Utwór został zarejestrowany podczas pierwszej sesji nagraniowej zespołu w katowickim studiu Polskiego Radia w lutym 1980, oprócz takich piosenek jak Parada nadzwyczaj wielkich słoni i Biegnij razem ze mną. Była to chropowata wersja, ze źle dopracowanymi gitarami i zaśpiewana bez większego entuzjazmu przez Korę. Piosenka została dopracowana w maju 1980 podczas sesji nagraniowej w Lublinie, na której nagrywano również materiał do longplaya i filmu muzycznego Wielka majówka. 
Zarówno „Boskie Buenos”, jak i „Żądza pieniądza” (wydana na stronie B) stały się wielkimi przebojami zespołu zaraz po tym, gdy w 1980 Maanam wystąpił z nimi podczas XVIII Krajowego Festiwalu Piosenki Polskiej w Opolu wielokrotnie bisując. Zakończyliście epokę – skomentował ich występ menedżer Dżambli Adam Galas wkrótce po koncercie. Koncert transmitowała telewizja, co miało duże znaczenie, gdyż podówczas nie było zbyt wielu innych form promocji muzyki. Zespół zaczął być słyszany w radiu, nagrał płytę, otworzyła się szansa na trasy koncertowe. Występ w Opolu był przełomowy z jeszcze innego powodu: Kora wystąpiła w zupełnie innej stylistyce niż takie gwiazdy popu jak Maryla Rodowicz czy Majka Jeżowska, krótko ostrzyżona i pełna dynamiki.

## Muzyka
„Boskie Buenos” to utwór ekspresyjny, dynamiczny, z dominującą partią gitary rytmicznej stylizowaną na Keitha Richardsa, zagranej przez Marka Jackowskiego z dodatkowymi wtrętami gitary prowadzącej. Jak wspomina Ryszard Olesiński, utworowi brakło aranżacji, został zagrany w najprostszy możliwy sposób, częściowo nawet improwizowany. Podczas koncertu na festiwalu Olesiński grał utwór na gitarze Fender Stratocaster pożyczonej od Jana Borysewicza.

## Tekst
Słowa piosenki są kompilacją tekstów z powieści Żeby cię lepiej zjeść. Monolog z książki został umieszczony w utworze przypadkowo, jak twierdzi autorka tekstu,  Olga Jackowska. Chodziło o to, by w szarzyznę roku 1980 wprowadzić nieco egzotyki, ponadto tekst rozmowy, wywiad dziennikarza z celebrytką, dawał poczucie wolności w zniewolonym kraju. Poza tym w treści pojawiają się rzeczy egzotyczne dla Polaka, który mógł podróżować wyłącznie po krajach bloku wschodniego: Buenos Aires, szampan.
Sam wywiad, z którego Jackowska zaczerpnęła tekst, został przeprowadzony przez dziennikarza La República z celebrytką Gladys, zwyciężczynią konkursu piękności kremu Piel Duce. Wywiad był o wszystkim i o niczym, a Gladys - pusta, zmanierowana i bez obycia w mediach. Jej stosunek do dziennikarza był lekceważący i kapryśny.

## Skład
- Kora – śpiew
- Marek Jackowski – gitara
- Ryszard Olesiński – gitara solowa
- Krzysztof Olesiński – gitara basowa
- Ryszard Kupidura – perkusja